# Litiumperoxid
Litiumperoxid är en peroxid av litium med formeln Li2O2.

## Framställning
Litiumperoxid framställs genom en reaktion mellan litiumhydroxid (LiOH) och väteperoxid (H2O2).
{\displaystyle {\rm {2\ LiOH+H_{2}O_{2}\rightarrow Li_{2}O_{2}+2\ H_{2}O}}}

## Användning
Litiumperoxid används för att rena luft ombord på rymdfarkoster där låg vikt är nödvändigt. Litiumperoxid absorberar koldioxid och bildar litiumkarbonat samtidigt som syrgas utsöndras.
{\displaystyle {\rm {2\ Li_{2}O_{2}+2\ CO_{2}\rightarrow 2\ Li_{2}CO_{3}+O_{2}}}}